# La Marque du diable (film)
Pour l’article homonyme, voir La Marque du diable.
Pour plus de détails, voir Fiche technique et Distribution.
La Marque du diable (Hexen bis aufs Blut gequält) est un film d'horreur ouest-allemand coécrit et réalisé par Michael Armstrong et Adrian Hoven, sorti en 1970.

## Synopsis
Dans un village d'Autriche, au début du XVIIIe siècle. En ces temps d'obscurantisme, l'Inquisition traque et fait exécuter sans pitié les personnes accusées d'hérésie et de sorcellerie. L'inquisiteur local, Albino, s'est proclamé chasseur de sorcières et, avec la complicité de son avoué, torture des villageois, des moines ou des religieuses. Sadique et violeur, ses accusations n'ont pas le moindre fondement, l'avoué fabrique des preuves, et des innocents sont conduits au bûcher. Le village est terrorisé par cette purge sanglante et paranoïaque.
Afin de rétablir l'ordre dans cette partie du pays, le Prince fait envoyer sur place un vrai chasseur de sorcières, Lord Cumberland, accompagné de son disciple Christian, chargé par son maître de vérifier la véracité des charges contre les personnes accusées de sorcellerie et de rédiger les actes d'accusation, et de Jeff Wilkens, un bourreau patenté. Alors qu'Albino échoue à violer une servante, Vanessa, il l'accuse aussitôt d'être une sorcière. Sur le point d'être exécutée, elle est sauvée à temps par Christian ce qui exacerbe la colère d'Albino. 
Mais Lord Cumberland doute de l'innocence de Vanessa et s'oppose à Christian qui prend la défense de la jeune femme. En effet, Cumberland la soupçonne de rendre la population masculine locale impuissante par l'usage de la magie noire.

## Fiche technique
- Titre français : La Marque du diable ou Les sorcières sanglantes[1]
- Titre original allemand : Hexen bis aufs Blut gequält
- Réalisation : Michael Armstrong
- Scénario : Michael Armstrong et Adrian Hoven (non crédité)
- Montage : Siegrun Jäger
- Musique : Michael Holm
- Photographie : Ernst W. Kalinke
- Production : Adrian Hoven
- Société de production : HIFI-Stereo-70 et Filmvertrieb KG
- Société de distribution : Filmvertrieb KG
- Pays d'origine :  Allemagne de l'Ouest
- Langue originale : allemand
- Format : couleur
- Genre : horreur
- Durée : 97 minutes
- Dates de sortie : 
  - Allemagne de l'Ouest : 17 avril 1970
  - France : 20 janvier 1971[1]

## Distribution
- Herbert Lom : Lord Cumberland
- Udo Kier : comte Christian von Meruh
- Olivera Katarina : Vanessa Benedikt
- Reggie Nalder : Albino
- Herbert Fux : Jeff Wilkens, l'exécuteur
- Michael Maien : baron Daumer
- Ingeborg Schöner : la femme du noble
- Johannes Buzalski : l'avocat
- Gaby Fuchs : Deidre von Bergenstein
- Adrian Hoven : le noble

## Suite
Le film est suivi d'une suite du même réalisateur : La Torture, parfois titré La Marque du diable 2 et sorti en 1973.